# 坂谷真史
坂谷 真史（さかたに しんじ、1980年3月10日 - 2007年2月26日）は、福井県出身の元競艇選手である。登録番号は4048、養成85期。
身長166cm、体重52kg、血液型はO型である。

## 人物
1999年11月11日、三国競艇場でデビュー。
2003年1月、新鋭王座決定戦競走にてGI初出場、
同年3月、総理大臣杯競走にてSG初出場を果たした。
2007年1月に唐津競艇場で行われたGI全日本王者決定戦で優勝戦に出場し3着になるなど、福井支部期待の若手選手であった。
妻の佐々木裕美も競艇選手。好きな競艇場は江戸川競艇場であった。

## 来歴
- 1999年11月11日、三国競艇場でデビュー（競走1日目第1レース3号艇進入6コース、5着）
- 1同年12月2日、尼崎競艇場の「第13回伊丹選手権」競走2日目第2レース一般戦にて初勝利。
- 2000年9月17日、宮島競艇場の「第21回報知エキサイトカップ」競走で初優出（4号艇進入6コース、5着）。
- 2001年12月30日、徳山競艇場の一般競走にて初優勝（6号艇進入6コース、決まり手は抜き）。
- 2002年2月24日、三国競艇場の一般競走にて優勝（1号艇進入1コース、決まり手は逃げ）。
- 同年3月25日、尼崎競艇場の一般競走にて優勝（4号艇進入5コース、決まり手は差し）。
- 同年4月7日、唐津競艇場の一般競走にて優勝（5号艇進入6コース、決まり手は捲り差し）。
- 同年6月20日、住之江競艇場の「G3第38回ダイナミック敢闘旗」にて新鋭リーグ戦初優勝（4号艇進入5コース、決まり手は差し）。
- 同年9月16日、三国競艇場の「G3企業杯ペプシコーラ杯」競走にて優勝（2号艇進入2コース、決まり手は捲り）。
- 2003年1月28日、丸亀競艇場で開催の第17回新鋭王座決定戦競走でG1初出場（3日目公傷により途中帰郷）。
- 同年3月25日、戸田競艇場で開催の第38回総理大臣杯競走でSG初出場（最高順位3着）
- 同年7月27日、大村競艇場の「G3新鋭リーグ戦第13戦」にて優勝（1号艇進入1コース、決まり手は逃げ）。
- 同年10月13日、多摩川競艇場の「第39回日刊スポーツ賞レース」にて優勝（2号艇進入3コース、決まり手は捲り）。
- 2004年2月11日、尼崎競艇場の「第47回G1近畿地区選手権」競走6日目第1レースにて記念初勝利（2号艇進入2コース、決まり手は差し）。
- 同年11月22日、若松競艇場の「若松かっぱ杯争奪戦」競走にて優勝（3号艇進入4コース、決まり手は捲り差し）。
- この年、山口支部所属の同期選手である佐々木裕美と結婚。
- 2005年11月20日、津競艇場の一般競走にて優勝（1号艇進入1コース、決まり手は逃げ）。
- 2006年5月8日、三国競艇場の「第14回湯の花賞」にて優勝（1号艇進入1コース、決まり手は逃げ）。
- 同年6月4日、平和島競艇場の「倶楽部平和島杯」にて優勝（1号艇進入1コース、決まり手は逃げ）。
- 同年9月16日、三国競艇場の「JLCカップ」3日目第5レースにおいて、転覆艇の内側を残り全艇が走行したため、航走指示違反で失格、レースは不成立、即刻帰郷となった（生前最後の地元でのレースとなった）。
- 2007年1月28日、下関競艇場の「日本財団会長杯スマイルカップレース」にて優勝（1号艇進入1コース、決まり手は逃げ）。
- 同年2月26日、後述の事故にて殉職。

## 事故死
2007年2月26日、住之江競艇場で、大阪府都市競艇組合主催GI第50回住之江周年記念「太閤賞」競走6日目（最終日）第3レース一般戦において、5号艇6コースからの出走。2周1マーク、2号艇福島勇樹との激しい2番手争いで差しハンドルにより抜きを試みた際、6号艇山田豊との接触により転覆。事故艇を回避していた3号艇中澤和志の位置に浮上し巻き込まれた。競走後は大阪市立総合医療センターへ搬送され、集中治療室で治療を受けたが、脳幹裂傷及び頭蓋骨骨折の合併症により12時54分に死亡が確認された。26歳没。
2004年3月の中島康孝の死亡事故以来、競艇史上28人目の殉職となった。なお、中島も坂谷と同じく85期の選手であったため、2人連続で85期より殉職者が出た。85期はその後2022年1月12日に小林晋もこの2人と同じく競走中の事故により死亡している。
前期勝率6.98、この期も7点を越えるアベレージをマークしていた。レース中の死亡事故は少なくはないが、夫婦で競艇選手（競艇界には同年時点で20組以上がいた）であったこともあり、翌日のスポーツニッポンにはレース欄でなく、社会面にこの死亡事故が載った。

## 戦績
- 出走回数：1376回
- 1着回数：394回
- 優出回数：49回
- 優勝回数：14回
- フライング(F)回数：10回
- 出遅れ(L)回数：1回
- 通算勝率：6.21
- 2連対率：47.53
- 3連対率：61.63
- 生涯獲得賞金：158,107,620円